# Ruminococcus
Genre
Ruminococcus est un genre de bactéries anaérobiques gram positif de la famille des Oscillospiraceae (en).
On le retrouve dans le microbiome intestinal de nombreux mammifères, ruminants ou non, où il caractérise un entérotype de type 3,,.
Ces bactéries ont besoin pour se développer de glucides fermentescibles comme la cellulose. 
Certaines bactéries de ce genre sont connues pour être proinflammatoires (ex : Ruminococcus lactaris), et la surabondance de Ruminococcus est corrélée avec :
- une maladie auto-immune, le lupus érythémateux disséminé[5]. L'espèce Ruminococcus gnavus se retrouve dans le système intestinal de 90 % des individus[6]. Il est moins abondant chez les patients atteints de la maladie de Parkinson[7] ;
- un risque accru de croissance rapide d'un cancer de la prostate et de résistance de ce cancer à l'hormonothérapie, car certaines bactéries du genre Ruminococcus produisent des androgènes à partir de précurseurs apportés par le bol alimentaire, et ces androgènes passent aisément dans le sang en jouant alors un rôle de perturbateur endocrinien vis-à-vis de l'organisme et des médicaments anti-androgène[8].
- un risque accru de Syndrome de l'intestin irritable[9].

## Liste des espèces
Selon la LPSN (18 mars 2024) :
- Ruminococcus albus Hungate 1957
- Ruminococcus bovis Gaffney et al. 2021
- Ruminococcus bromii Moore et al. 1972
- Ruminococcus callidus Holdeman & Moore 1974
- Ruminococcus champanellensis Chassard et al. 2012
- Ruminococcus flavefaciens Sijpesteijn 1948
- Ruminococcus gauvreauii Domingo et al. 2008
- Ruminococcus lactaris Moore et al. 1976
- Ruminococcus torques Holdeman & Moore 1974
- Ruminococcus turbiniformis Afrizal et al. 2023

Les analyses phylogénétiques indiquent que les espèces R. gauvreauii, R. faecis, R. gnavus, R. lactaris et R. torques appartiennent cladistiquement à la famille des Lachnospiraceae (comme Roseburia intestinalis (en) ou Coprococcus eutactus (en)) et non aux Ruminococcaceae (en) et doivent de ce fait être réattribuées à d'autres genres dont Mediterraneibacter (es). Parmi les Ruminococcaceae, R. bromii s'avère cladistiquement plus proche des Clostridium.
Trois nouvelles espèces potentielles, Candidatus Ruminococcus primaciens, Ruminococcus hominiciens et Ruminococcus ruminiciens sont identifiées dans le microbiome intestinal humain. Elles disposent toutes de cellulosomes (en) multienzymatiques fonctionnels permettant de dégrader la cellulose cristalline. Elles pourraient avoir été acquises auprès de ruminants lors de leur domestication. Chez l'humain, elles se sont adaptées à la digestion des céréales et sont en régression dans les pays industrialisés du fait des aliments ultratransformés.

## Publication originale
- (en) A. Kaars Sijpesteijn, « Cellulose-decomposing bacteria from the rumen of cattle », thèse, Université de Leyde,‎ 1948 (ISSN 1572-9699, DOI 10.1007/BF02062631, lire en ligne, consulté le 11 juillet 2021)